# Rhoptromyrmex
Rhoptromyrmex é um género de insecto da família Formicidae.
Este género contém as seguintes espécies:
- Rhoptromyrmex caritus
- Rhoptromyrmex critchleyi
- Rhoptromyrmex globulinodis
- Rhoptromyrmex mayri
- Rhoptromyrmex melleus
- Rhoptromyrmex opacus
- Rhoptromyrmex rawlinsoni
- Rhoptromyrmex schmitzi
- Rhoptromyrmex transversinodis
- Rhoptromyrmex wroughtonii